# Obsjtina Veliko Tărnovo
Obsjtina Veliko Tărnovo (bulgariska: Община Велико Търново) är en kommun i Bulgarien.   Den ligger i regionen Veliko Tărnovo, i den centrala delen av landet, 190 km öster om huvudstaden Sofia.
Obsjtina Veliko Tărnovo delas in i:
- Arbanasi
- Balvan
- Beljakovets
- Vodolej
- Vonesjta voda
- Debelets
- Ditjin
- Kăpinovo
- Kilifarevo
- Ledenik
- Malki tjiflik
- Mindja
- Nikjup
- Novo selo
- Plakovo
- Prisovo
- Ptjelisjte
- Resen
- Rusalja
- Samovodene
- Chotnitsa
- Tserova korija
- Sjeremetia
- Sjemsjevo

Följande samhällen finns i Obsjtina Veliko Tărnovo:
- Veliko Tărnovo